# Jessica Malsiner
Jessica Malsiner (* 23. September 2002 in Sterzing, Südtirol) ist eine italienische Skispringerin. Ihre älteren Schwestern Manuela und Lara sind ebenfalls Skispringerinnen.

## Werdegang
Jessica Malsiner gab ihr internationales Debüt am 30. Januar 2016 bei den Nordischen Skispielen der OPA 2016 in Tarvis und Villach im Alter von 13 Jahren. Sowohl im Einzel von der Mittelschanze als auch mit dem Team erreichte sie nur die hinteren Ränge. In den folgenden Jahren konkurrierte sie regelmäßig im Skisprung-Alpencup. Bei den Nordischen Junioren-Skiweltmeisterschaften 2018 in Kandersteg belegte sie den 45. Platz im Einzel sowie den zehnten Rang im Teamspringen gemeinsam mit Alice Puntel, Martina Ambrosi und ihrer Schwester Lara Malsiner. Mitte September 2018 belegte sie beim FIS-Carpath-Cup in Râșnov den zwölften Platz.

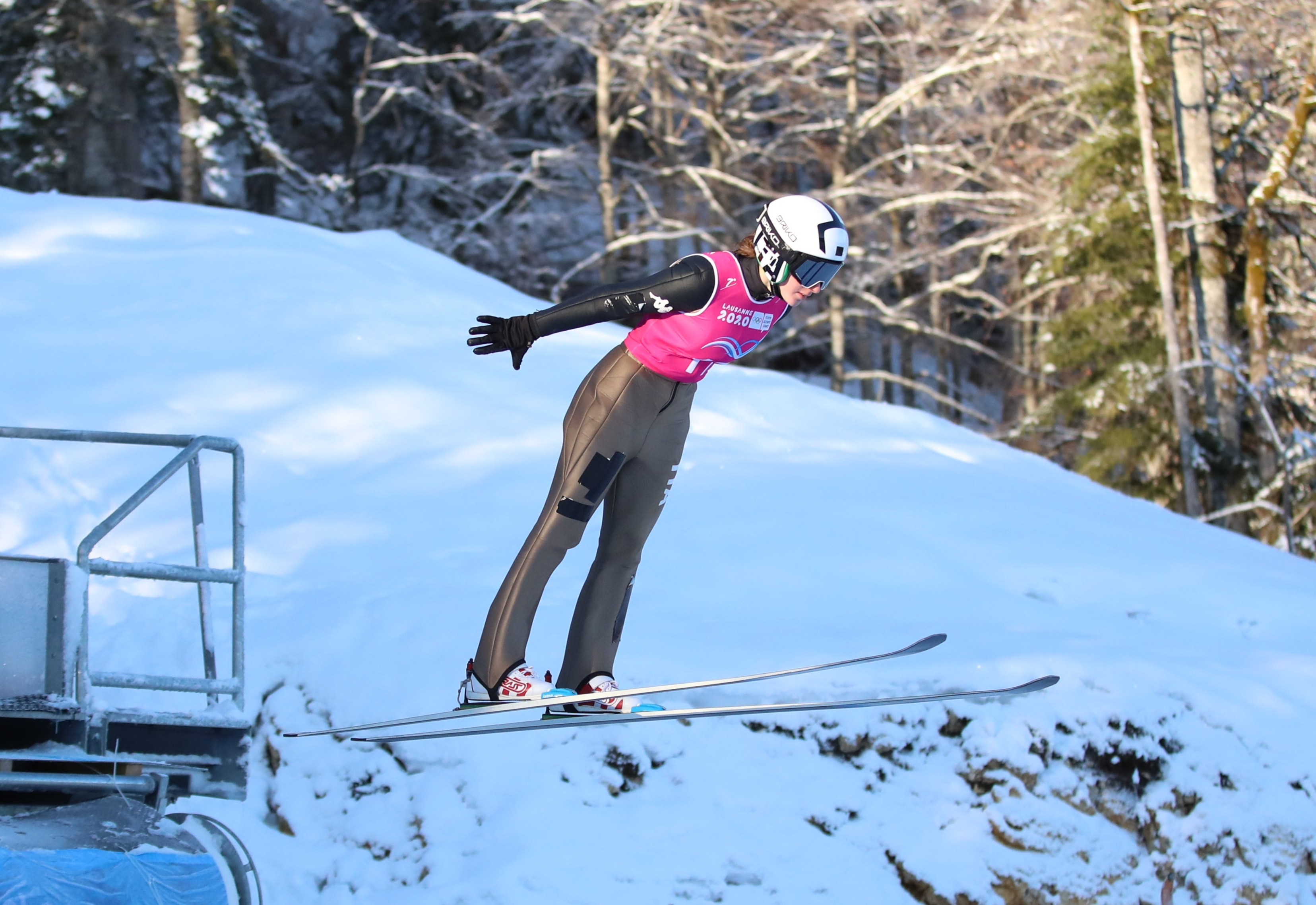
Malsiner 2020 in Prémanon

Einen großen Leistungssprung vollzog Malsiner im Sommer 2019. So erreichte sie beim Auftaktspringen der Sommertournee im Rahmen des Alpencups in Klingenthal als Achte erstmals die Top 10. Wenige Tage später gewann sie beide Wettbewerbe von der Pöhlbachschanze in Pöhla. Nachdem sie auch bei der dritten Station in Bischofsgrün starke Ergebnisse erzielen konnte, gewann Malsiner die Tournee-Gesamtwertung vor ihren Teamkolleginnen Annika Sieff und Daniela Dejori. Am 13. Dezember 2019 debütierte Malsiner in Notodden im Continental Cup. Dabei gelang ihr auf Anhieb der erste Sieg vom Tveitanbakken vor den beiden zweitplatzierten Kristina Prokopjewa und Sophie Sorschag. Bei den Olympischen Jugend-Winterspielen 2020 in Lausanne belegte Malsiner sowohl im Einzel als auch im Mixed-Teamspringen den neunten Rang. Darüber hinaus gewann sie im Nordic-Mixed-Team, einer Mischung aus Sporttreibenden der drei nordischen Disziplinen, Bronze. Wenige Wochen später versuchte sich Malsiner in Hinzenbach erstmals im Weltcup, verpasste allerdings die Qualifikation für den Wettbewerb. Nachdem sie mit dem Team in Ljubno Sechste wurde, debütierte sie tags darauf bei einem Einzelspringen des Weltcups und belegte Rang 36. Bei den Nordischen Junioren-Skiweltmeisterschaften 2020 in Oberwiesenthal sprang Malsiner auf den 24. Platz von der Normalschanze, ehe sie gemeinsam mit Martina Ambrosi, Annika Sieff und Lara Malsiner im Team Sechste sowie im Mixed-Team Achte wurde. Den Winter schloss sie auf dem 14. Platz der Continental-Cup-Gesamtwertung ab.
Aufgrund der COVID-19-Pandemie fanden im Sommer 2020 kaum internationale Wettbewerbe statt, sodass Malsiner nur auf nationaler Ebene startete. Bei den italienischen Meisterschaften Ende Oktober gewann sie Silber hinter ihrer Schwester Lara sowie den Junioren-Meistertitel. In der Saison 2020/21 war Malsiner fester Bestandteil des italienischen Weltcup-Teams. Zwar verpasste sie in der Ramsau noch die Qualifikation für das Einzelspringen, doch gelangen ihr bereits bei der zweiten Station in Ljubno die ersten Punktgewinne. Am letzten Januarwochenende sprang sie als 18. von der Hochfirstschanze in Titisee-Neustadt erstmals in die Top 20 und wurde damit beste Italienerin. Bei den Nordischen Junioren-Skiweltmeisterschaften 2021 im finnischen Lahti wurde sie im Einzelspringen Neunte. Im Mannschaftsspringen der Juniorinnen belegte sie mit der italienischen Mannschaft den achten Platz. Bei den Nordischen Skiweltmeisterschaften 2021 in Oberstdorf bestätigte Malsiner ihre Vorleistungen, sprang auf den 15. Platz und landete so zwei Ränge vor ihrer Schwester Lara. Kurz darauf wurde Malsiner positiv auf das Virus SARS-CoV-2 getestet. Die Südtirolerin verpasste daraufhin sowohl das Mixed-Teamspringen als auch den ersten Großschanzen-Wettbewerb der Frauen bei einer Weltmeisterschaft: „Es ist wirklich schwer, meine erste Weltmeisterschaft auf diese Weise zu beenden. Es ist nicht leicht, diese Situation zu verstehen. Gestern immer noch im Wettbewerb, wo ich mein bestes Karriereergebnis erzielen konnte und heute in meinem Zimmer eingeschlossen“, kommentierte Malsiner den positiven Testbefund und dessen Konsequenzen.
Bei den Olympischen Winterspielen 2022 in Peking wurde sie im Einzelwettbewerb von der Normalschanze 29. Bei den Nordischen Junioren-Skiweltmeisterschaften 2022 im polnischen Zakopane wurde sie im Einzelspringen Zwölfte. Im Mannschaftsspringen der Juniorinnen belegte sie mit der italienischen Mannschaft den siebten Platz, während sie im Mixed-Teamwettbewerb Achte wurde.

## Erfolge

### Continental-Cup-Siege im Einzel
| Nr. | Datum             | Ort      | Typ           |
| --- | ----------------- | -------- | ------------- |
| 1.  | 13. Dezember 2019 | Notodden | Normalschanze |

## Statistik

### Weltcup-Platzierungen
| Saison  | Platz | Punkte |
| ------- | ----- | ------ |
| 2020/21 | 28.   | 067    |
| 2021/22 | 51.   | 007    |
| 2022/23 | 34.   | 114    |
| 2023/24 | 43.   | 023    |

### Grand-Prix-Platzierungen
| Saison | Platz | Punkte |
| ------ | ----- | ------ |
| 2022   | 32.   | 031    |
| 2023   | 43.   | 020    |
| 2024   | 40.   | 018    |

### Continental-Cup-Platzierungen
| Saison  | Sommer | Sommer | Winter | Winter | Gesamt | Gesamt |
| Saison  | Platz  | Punkte | Platz  | Punkte | Platz  | Punkte |
| ------- | ------ | ------ | ------ | ------ | ------ | ------ |
| 2019/20 | —      | —      | 07.    | 185    | 14.    | 185    |
| 2021/22 | —      | —      | —      | —      | 54.    | 063    |